# Ian McLeod (cyclisme)
Pour les articles homonymes, voir Ian McLeod et McLeod.
Ian McLeod (né le 3 octobre 1980 à Falkirk (Grande-Bretagne)) est un coureur cycliste sud-africain.

## Palmarès
- 2002
  - Liberty Ride for Sight
- 2003
  - 94.7 Challenge
- 2004
  - 5e étape du Tour de la Manche
  - Grand Prix de Lys-lez-Lannoy
- 2008
  -  Champion d'Afrique du Sud sur route
  - Wilro 100
  - 3e du Tour du Maroc
- 2009
  -  Champion d'Afrique du contre-la-montre par équipes (avec Reinardt Janse van Rensburg, Jay Robert Thomson et Christoff van Heerden)
  -  Champion d'Afrique sur route
- 2010
  - 2e de la Tropicale Amissa Bongo
  - 2e de l'UCI Africa Tour

## Résultats sur les grands tours

### Tour d'Italie
1 participation
- 2007 : abandon (4e étape)

### Tour d'Espagne
3 participations
- 2005 : 108e
- 2006 : 99e
- 2007 : abandon (10e étape)

## Classements mondiaux
| Année           | 2008 | 2009 | 2010 | 2011 | 2012 | 2013 |
| --------------- | ---- | ---- | ---- | ---- | ---- | ---- |
| UCI Africa Tour | 9e   | 124e | 2e   |      |      | 65e  |
| UCI Asia Tour   | 207e |      | 318e |      |      |      |